# Pyrus pashia
Pyrus pashia, el Peral del Himalaya, es una especie de peral originario de Asia, distribuyéndose desde Afganistán hasta el oeste de China. Su hábitat son zonas arbustivas en el Himalaya, hasta una altitud de 2.700 m s. n. m.

## Descripción
Este árbol puede crecer hasta 12 -20 metros, siendo característica distintiva el tener una copa bastante abierta. Ramillas de marrón púrpura u oscuro cuando es viejo; lanados cuando el ejemplar es joven y glabro cuando es viejo. Las hojas son más estrechas que las del peral común, de 4,5-11 cm de largo, con un pecíolo de 2 a 3,5 cm de largo, pueden ser trilobuladas con un ápice, de agudo a acuminado y con una espina presente en el axil. Las flors crecen en corimbos muy densos de 7 a 13 flores; son blancas, con cinco pétalos redondeados, y un diámetro de 2,5 to 3 cm. Sus estambres carmesíes le dan un aspecto rosa pálido. Florece entre marzo y abril. El fruto es muy pequeño, de 1,7 a 2,5 cm de diámtro y un peso de 8,20 gramos. Fructifica en agosto y septiembre. Tiene parecido con el Peral silvestre atlántico (P. cordata).

## Taxonomía
Pyrus pashia fue descrita por Francis Buchanan-Hamilton y publicado en Prodromus Florae Nepalensis 236–237, en el año 1825.
Sinonimia
var. pashia
- Pyrus nepalensis hort. ex Decne.
- Pyrus variolosa Wall. ex G. Don[6]